# Flora Gallica: Flore de France
Flora Gallica: Flore de France是法国植物学会组织76位植物学家历经13年编写的植物志，于2014年由出版。该书包含了法國本土和科西嘉的6200种维管植物，其中被子植物部分遵循APG III分类系统。